# Потапенко Олексій Володимирович
Олексі́й Володи́мирович Пота́пенко (31 січня 1978, м. Чорнобиль, Іванківський район, Київська область — 6 червня 2014, с. Пришиб, Слов'янський район, Донецька область) — український військовик, старший прапорщик Повітряних Сил Збройних Сил України, учасник російсько-української війни.

## Життєпис
Олексій Потапенко народився в місті Чорнобиль на Київщині. Після аварії на ЧАЕС, його родина була відселена до селища міського типу Макарів. Закінчив Макарівську школу.
2002 року одружився, мешкав із сім'єю у кімнаті військового гуртожитку в Борисполі. Будував будинок у Макарові. Захоплювався риболовлею.
Старший бортовий механік авіаційного загону транспортної авіаційної ескадрильї «Блакитна стежа», 15-та окрема бригада транспортної авіації Повітряних Сил Збройних Сил України (авіабаза Бориспіль), в/ч А2215. В ескадрільї «Блакитна стежа» служив з 2004 року, працював за програмою міжнародного співробітництва «Відкрите небо», брав участь в обльотах повітряного простору інших країн, побував у багатьох країнах Європи.
З весни 2014 року брав участь в антитерористичній операції на сході України як бортовий механік у складі екіпажу літака Ан-30Б (борт № 80) на чолі з командиром літака підполковником Костянтином Могилком. Літак двічі ставав мішенню терористів, але кожного разу вдало повертався на базу.

### Обставини загибелі
6 червня 2014 року літак-фоторозвідник Ан-30Б (борт № 80) здійснював спостережний політ та фотографував місцевість над містом Слов'янськом Донецької області. В екіпажі було вісім чоловік. О 17:04 на висоті 4050 метрів літак підбила ракета, випущена російськими терористами з ПЗРК. Удар ракети прийшовся в правий двигун, його пробило наскрізь, почалася пожежа. З двигуна вогонь перекинувся на праве крило, літак почав різко втрачати висоту і падати на житлові квартали Слов'янська. Командир екіпажу Костянтин Могилко віддав наказ екіпажу залишити літак. Бортмеханік Потапенко допоміг зістрибнути з парашутом двом молодим лейтенантам, — тримав люк, який заклинило, — а сам залишився у літаку. Ціною власного життя екіпаж скерував літак за межі міста й запобіг жертвам серед мирного населення. Літак впав під кутом 80 градусів, північніше Слов'янська, за селом Пришиб Слов'янського району. При падінні літак був повністю зруйнований, на той момент в ньому залишались три члени екіпажу: командир літака, бортмеханік і борттехнік. У збитому літаку загинули п'ять членів екіпажу: командир літака Костянтин Могилко, оператор фотозйомки Сергій Камінський, радист Володимир Момот, бортмеханік Олексій Потапенко і борттехнік Павло Дришлюк. Врятувались, зістрибнувши з парашутом, лейтенанти Кирило Крамарев і Василь Полажинець та штурман-інструктор підполковник Сергій Ніколаєв.
Владимир Жарко: «За розповіддю вцілілого члена екіпажу борта БрАТу, оператор загинув одразу від вибуху ЗРК, за наказом командира його тіло викинули на парашуті. Двох інших, молодших за віком членів екіпажу вдягали та викидали бортмеханік Павло Дришлюк, та механік Олексій Потапенко. Швидкість падіння була дуже велика, і товаришів їм приходилося буквально відривати і відштовхувати від літака… самим вже не було часу вдягати парашут… Та й в планах цього не було — рятували втрьох літак… і посадили б його, але на висоті декілька десятків метрів перегоріло і відпало крило… Вічна Пам'ять загиблим за Україну…»
10 червня у Борисполі, на території військової частини, попрощались з Олексієм Потапенком, Володимиром Момотом та Сергієм Камінським. Наступного дня Олексія поховали на кладовищі у с. Фасівочка Макарівської селищної ради.
Олексію Потапенку посмертно присвоєне військове звання старшого прапорщика.
Залишились батьки Ніна Антонівна та Володимир Михайлович, два брата Володимир та Андрій, дружина Оксана Василівна та 11-річний син Олександр. Оксана працює провідним інженером у «Київоблгазі». В жовтні 2014 року за кошти бюджету родині придбали житло в одній із новобудов Борисполя.

## Нагороди
- 20 червня 2014 року — за особисту мужність і героїзм, виявлені у захисті державного суверенітету та територіальної цілісності України, вірність військовій присязі та незламність духу, відзначений — нагороджений орденом Богдана Хмельницького III ступеня (посмертно)[8].

- Відзнаки Міністерства оборони України — медалі «15 років Збройним Силам України», «За сумлінну службу» III ст.

## Вшанування пам'яті
6 червня 2015 року в місті Бориспіль на території Книшового меморіально-паркового комплексу відкрито пам'ятний знак екіпажу літака АН-30Б, який загинув 6 червня 2014 року в районі міста Слов'янськ Донецької області, серед них ім'я Олексія Потапенка. На території військової частини А2215 встановлено обеліск загиблим членам екіпажу.
23 серпня 2015 року на території Макарівського НВК «ЗОШ І ступеня — районна гімназія» пройшло відкриття меморіальної дошки на честь випускника школи Олексія Потапенка.
5 червня 2016 року поблизу села Пришиб на місці, де загинув екіпаж літака АН-30Б, до складу якого входив прапорщик Потапенко, було відкрито меморіал «Скорботний янгол».
В листопаді 2015 року, в рамках декомунізації, в смт Макарів, за зверненням громади, вулицю Комунальників, на якій виріс Олексій Потапенко, і де живуть його батьки, перейменовано на вулицю Льотчика Потапенка.
17 грудня 2015 року рішенням Бориспільської міської ради провулок Котовського в місті Бориспіль було перейменовано в вулицю Олексія Потапенка.